# Little Shop of Horrors (musical)
Little Shop of Horrors (La tienda de los horrores en España, La tiendita de los horrores en México o La tiendita del horror en Argentina) es un musical rock basado en la película homónima de 1960, con libreto y letras de Howard Ashman y música de Alan Menken. Su trama central gira en torno a Seymour, un tímido dependiente de una floristería cuya vida da un giro cuando encuentra por casualidad una extraña planta con un peculiar apetito por la sangre humana. La partitura de Menken, llena de reminiscencias al rock and roll de los años 60, el doo-wop y los primeros éxitos de la Motown, incluye canciones tan conocidas como «Little Shop of Horrors», «Skid Row (Downtown)», «Somewhere That's Green» o «Suddenly, Seymour».
El espectáculo debutó en 1982 como un proyecto de la Workshop of the Players Art Foundation, antes de dar el salto al Orpheum Theatre del Off-Broadway, donde se mantuvo en cartel durante cinco años. Desde entonces ha podido verse en numerosas ocasiones a lo largo de todo el mundo, destacando una producción en el circuito comercial de Broadway en 2003. Además, debido a su reparto reducido, también se ha convertido en una opción habitual para grupos de teatro no profesionales y compañías escolares.
En 1986 fue llevado a la gran pantalla bajo la dirección de Frank Oz, con Rick Moranis, Ellen Greene, Vincent Gardenia y Steve Martin en los papeles protagonistas.

## Producciones

### Off-Broadway
Little Shop of Horrors surgió en 1982 como un proyecto de la Workshop of the Players Art Foundation (WPA Theatre), una compañía teatral de la escena Off-Off-Broadway que por aquel entonces estaba dirigida por Howard Ashman y R. Stuart White. El estreno tuvo lugar el 6 de mayo de ese mismo año, en la sede que la fundación ocupaba en el número 138 de la Quinta Avenida, y las representaciones se prolongaron durante un mes.
La buena acogida en el WPA Theatre posibilitó el salto al circuito del Off-Broadway, donde el espectáculo debutó el 27 de julio de 1982 en el Orpheum Theatre del East Village, dirigido por el propio Howard Ashman y protagonizado por Lee Wilkof como Seymour, Ellen Greene como Audrey, Hy Anzell como Mushnik, Franc Luz como Orin, Jennifer Leigh Warren como Crystal, Sheila Kay Davis como Ronnette, Marlene Danielle como Chiffon y Ron Taylor como la voz de Audrey II. El resto del equipo artístico lo completaron Edie Cowan en el movimiento escénico, Edward T. Gianfrancesco en el diseño de escenografía, Sally J. Lesser en el diseño de vestuario, Craig Evans en el diseño de iluminación, Otts Munderloh en el diseño de sonido, Martin P. Robinson en el diseño de marionetas y Robert Billig en la supervisión musical. La producción corrió a cargo de The WPA Theatre, David Geffen, Cameron Mackintosh y The Shubert Organization.
El montaje fue aclamado por la crítica y rápidamente se convirtió en un éxito de público, alcanzando cifras de recaudación nunca antes conseguidas por una obra del Off-Broadway. Aunque se planteó la posibilidad de transferir el musical a un teatro de mayor capacidad de Broadway, Howard Ashman rechazó la idea por miedo a que se perdiese su espíritu underground. Por este motivo, Little Shop of Horrors no pudo competir en los premios Tony de 1983, pero esto no impidió que se hiciese con otros destacados galardones como el New York Drama Critics' Circle Award, el Drama Desk Award o el Outer Critics Circle Award.
Un álbum grabado por el elenco original fue editado por Geffen Records, si bien algunas canciones se quedaron fuera y otras sufrieron importantes cortes. En el disco, el papel de Chiffon está interpretado por la actriz Leilani Jones, quien sustituyó a Marlene Danielle dos semanas después del estreno.
Tras una andadura de más de cinco años y 2 209 funciones, la producción bajó el telón por última vez el 1 de noviembre de 1987, habiéndose convertido en el tercer musical de mayor permanencia en cartel en la historia del Off-Broadway hasta ese momento.

### Broadway
Entre el 16 de mayo y el 15 de junio de 2003, el Miracle Theatre de Coral Gables acogió un montaje con vistas a un futuro desembarco en Broadway. Connie Grappo, quien ya había trabajado como asistente de Howard Ashman en la puesta en escena original, fue la directora de esta versión que protagonizaron Hunter Foster como Seymour, Alice Ripley como Audrey, Lee Wilkof como Mushnik, Reg Rogers como Orin, Dioni Michelle Collins como Crystal, Haneefah Wood como Ronnette, Moeisha McGill como Chiffon y Billy Porter como la voz de Audrey II. Martin P. Robinson volvió a encargarse del diseño de marionetas en colaboración con The Jim Henson Company.
La crítica especializada recibió la propuesta con opiniones divididas, señalando como principales puntos débiles la irregularidad del reparto y la pérdida de intimidad del espectáculo al dar el salto al gran formato. Disconformes con el resultado, los inversores decidieron posponer el estreno neoyorquino previsto para agosto de 2003 y replantear la producción desde cero, contratando un nuevo equipo creativo capitaneado por Jerry Zaks.
Finalmente, la première en Broadway pudo celebrarse el 2 de octubre de 2003 en el Virginia Theatre (actual August Wilson Theatre). Además de la dirección de Jerry Zaks, la obra también contó con coreografía de Kathleen Marshall, diseño de escenografía de Scott Pask, diseño de vestuario de William Ivey Long, diseño de iluminación de Donald Holder, diseño de sonido de T. Richard Fitzgerald, diseño de marionetas de Martin P. Robinson y The Jim Henson Company, y supervisión musical de Michael Kosarin. Del elenco de Florida solo se mantuvo Hunter Foster en el rol de Seymour, acompañado en esta ocasión de Kerry Butler como Audrey, Rob Bartlett como Mushnik, Douglas Sills como Orin, Trisha Jeffrey como Crystal, Carla J. Hargrove como Ronnette, DeQuina Moore como Chiffon y Michael-Leon Wooley como la voz de Audrey II.
El montaje introdujo algunas variaciones respecto a la puesta en escena de 1982, ampliando considerablemente el número de músicos e incorporando diversos cambios en la partitura. Un preludio en forma de programa de radio («WSKID») fue añadido antes de «You Never Know» y el tema de apertura «Little Shop of Horrors» recuperó las estrofas adicionales utilizadas en la película de Frank Oz. Además, se incluyó un intermedio musical en el descanso y el final del primer acto fue revisado. Todas estas modificaciones quedaron recogidas en un álbum publicado por DRG Records, que también rescató diferentes maquetas de canciones desechadas durante el proceso de creación del espectáculo («A Little Dental Music», «The Worse He Treats Me», «We'll Have Tomorrow», «I Found a Hobby» y «Bad»).
Debido a su trayectoria en el Off-Broadway y los circuitos regionales, Little Shop of Horrors fue catalogado como revival en la edición de 2004 de los Tony, aunque solo consiguió una nominación para Hunter Foster en la categoría de mejor actor principal. Sin un papel destacado en la temporada de premios, la producción no logró cumplir un año en cartel y se vio obligada a echar el cierre el 22 de agosto de 2004, tras 372 funciones regulares y 40 previas. Durante el tiempo que se prolongaron las representaciones, la compañía fue renovándose con distintos intérpretes, incluyendo a Joey Fatone como Seymour, Jessica-Snow Wilson como Audrey y Robert Evan como Orin.

### West End
1983
Después del éxito obtenido en Nueva York, el siguiente paso fue estrenar en el West End londinense, donde Little Shop of Horrors levantó el telón el 12 de octubre de 1983 en el Comedy Theatre (actual Harold Pinter Theatre), con un reparto liderado por Barry James como Seymour, Ellen Greene como Audrey, Harry Towb como Mushnik, Terence Hillyer como Orin, Dawn Hope como Crystal, Shezwae Powell como Ronnette, Nicola Blackman como Chiffon y Gary Martin como la voz de Audrey II. Esta puesta en escena, que fue reconocida con un Evening Standard Theatre Award al mejor musical, realizó un total de 813 funciones, despidiéndose definitivamente el 5 de octubre de 1985.
2007
Entre el 26 de noviembre de 2006 y el 25 de febrero de 2007, una nueva versión se representó en la Menier Chocolate Factory, un pequeño teatro situado en el municipio londinense de Southwark, con Paul Keating como Seymour, Sheridan Smith como Audrey, Barry James como Mushnik, Jasper Britton como Orin, Melitsa Nicola como Crystal, Jenny Fitzpatrick como Ronnette, Katie Kerr como Chiffon y Mike McShane como la voz de Audrey II. El equipo creativo lo formaron Matthew White en la dirección, Lynne Page en la coreografía, David Farley en el diseño de escenografía, vestuario y marionetas, Paul Anderson en el diseño de iluminación, Gareth Owen en el diseño de sonido y Caroline Humphris en la supervisión musical.
Las excelentes críticas cosechadas por el espectáculo allanaron el terreno para su estreno en el circuito comercial del West End, que tuvo lugar el 12 de marzo de 2007 en el Duke of York's Theatre, con un elenco muy similar al que había podido verse en Southwark, destacando la incorporación de Alistair McGowan como Orin. Tras cuatro meses en cartel, el montaje dijo adiós al Duke of York's Theatre el 23 de junio de 2007 y a continuación fue transferido al Ambassadors Theatre, donde se instaló entre el 29 de junio y el 8 de septiembre de 2007, finalizando así su andadura. Al igual que en la Menier Chocolate Factory, Little Shop of Horrors recibió el apoyo de la crítica durante su etapa en el West End y en la edición de 2008 de los premios Olivier fue nominado en las categorías de mejor revival, mejor actriz (Sheridan Smith) y mejor intérprete de reparto (Alistair McGowan).

### España
1987
En España debutó con una producción en catalán, traducida como La botiga dels horrors, que se representó entre el 29 de julio y el 2 de agosto de 1987 dentro del marco del festival Grec de Barcelona, para después hacer temporada en el Teatre Victòria entre el 18 de septiembre de 1987 y el 31 de enero de 1988. Posteriormente, el espectáculo también pudo verse en el Teatro Principal de Valencia entre el 26 y el 28 de febrero de 1988.
Tricicle, Dagoll Dagom y Anexa (3xtr3s), fueron los artífices de esta puesta en escena que dirigió Joan Lluís Bozzo y protagonizaron Pep Anton Muñoz como Seymour, Àngels Gonyalons como Audrey, Lola Lizaran como Sra. Mushnik, Francesc Orella como Orin, Carme Cuesta como Crystal, Maria Josep Peris como Ronnette, Malú Gorostiaga como Chiffon y Constantino Romero como la voz de Audrey II. El resto del equipo artístico lo completaron Montse Colomé en la coreografía, Vicenta Obón en el diseño de escenografía y vestuario, Luis Mella en el diseño de iluminación, Jordi Bonet en el diseño de sonido y Víctor Ammann en la dirección musical. La traducción del texto fue realizada por Quim Monzó, mientras que la adaptación de las canciones llevó la firma del propio Joan Lluís Bozzo. Un álbum grabado por el elenco original fue comercializado bajo el sello Audiovisuals de Sarrià, si bien actualmente solo está disponible en su edición digital.
2000
Entre el 10 de enero y el 13 de febrero de 2000, el desaparecido Teatro Avenida de la Gran Vía madrileña acogió un montaje en castellano con Àngel Llàcer como Seymour, Aurora Frías como Audrey, Miguel Ángel Mateu como Mushnik, Joan Carreras como Orin, María Blanco como Crystal, Lu Carlevaro como Ronnette, Yolanda Garzón como Chiffon y Carlos Lázaro como la voz de Audrey II. Producida por Enrique y Alain Cornejo, esta versión contó con dirección de Víctor Conde, coreografía de Tomy y Barry McNabb, diseño de escenografía de Trapos y Trastos, diseño de vestuario de Ángel Cammarata, diseño de iluminación de Nicolás Fischtel, diseño de sonido de Milán Acústica y adaptación al castellano de Xavier Mateu, Víctor Conde y Lu Carlevaro. La música no fue en directo, sino que se hizo uso de una orquesta pregrabada bajo la dirección de Manu Guix.
Tras unos meses de descanso, La tienda de los horrores reabrió en el Teatro Arlequín para realizar una segunda temporada entre el 29 de noviembre de 2000 y el 21 de enero de 2001, antes de embarcarse en una gira por distintas localidades españolas. En esta nueva etapa de la obra hubo algunos cambios en el reparto, incluyendo a Juan Carlos Martín como Seymour, Diego Molero como Orin y Xana García como Crystal.
Existe un álbum grabado por la compañía que estrenó el musical en Madrid, pero por problemas de derechos nunca pudo salir a la venta y terminó regalándose en el teatro. En el disco, el papel de Audrey lo comparten las actrices Aurora Frías y Yolanda Garzón.
2019
Treinta y dos años después de su debut en la Ciudad Condal, La tienda de los horrores regresó a la cartelera barcelonesa de la mano de Nostromo Live, con una nueva versión en castellano protagonizada por Marc Pociello como Seymour, Diana Roig como Audrey, Ferran Rañé como Mushnik, José Corbacho como Orin, Kathy Sey como Crystal, Edna Sey como Ronnette y Yolanda Sey como Chiffon. El espectáculo tuvo su première oficial el 19 de septiembre de 2019 en el Teatre Coliseum de Barcelona, aunque antes había podido verse los días 18 y 19 de julio de ese mismo año como parte de la programación del Grec.
Àngel Llàcer fue el director de este revival que reunió a un equipo creativo formado por Miryam Benedited en la coreografía, Enric Planas y Carles Piera en el diseño de escenografía, Míriam Compte en el diseño de vestuario, Albert Faura en el diseño de iluminación, Roc Mateu en el diseño de sonido y Marc Artigau en la adaptación del texto y las letras. La dirección musical recayó en Manu Guix, quien además prestó su voz al personaje de Audrey II.
El montaje introdujo algunas diferencias respecto a propuestas anteriores, situando la acción en un futuro indeterminado y condensando el libreto en un único acto. Otra de las novedades fue la incorporación de «Mean Green Mother from Outer Space», el tema escrito para la película de Frank Oz.
La tienda de los horrores dijo adiós a Barcelona el 19 de enero de 2020 y a continuación se desplazó hasta el Atrium de Viladecans, donde ofreció dos funciones de despedida que tuvieron lugar el 25 de enero de 2020.

### Otras producciones
Little Shop of Horrors se ha estrenado en países como Alemania, Argentina, Australia, Brasil, Colombia, Dinamarca, España, Estados Unidos, Estonia, Filipinas, Finlandia, Francia, Grecia, Hungría, Islandia, Italia, Japón, México, Noruega, Nueva Zelanda, Panamá, Reino Unido, República Checa, República Dominicana, Singapur, Sudáfrica, Suecia o Suiza, y ha sido traducido a multitud de idiomas.
Paralelamente a las representaciones en Broadway, una segunda compañía emprendió una gira por Estados Unidos que dio comienzo el 3 de agosto de 2004 en el Palace Theatre de Stamford y finalizó el 16 de abril de 2006 en el Ohio Theatre de Columbus. Anthony Rapp como Seymour, Tari Kelly como Audrey, Lenny Wolpe como Mushnik, James Moye como Orin, Amina S. Robinson como Crystal, LaTonya Holmes como Ronnette, Yasmeen Sulieman como Chiffon y Michael James Leslie como la voz de Audrey II encabezaron el elenco en esta ocasión.
Entre el 1 y el 2 de julio de 2015, el New York City Center presentó una versión en concierto dentro de su ciclo Encores!, con Jake Gyllenhaal como Seymour, Ellen Greene como Audrey, Joe Grifasi como Mushnik, Taran Killam como Orin, Marva Hicks como Crystal, Ramona Keller como Ronnette, Tracy Nicole Chapman como Chiffon y Eddie Cooper como la voz de Audrey II.
Un montaje al aire libre pudo verse en el Regent's Park Open Air Theatre de Londres entre el 3 de agosto y el 22 de septiembre de 2018, protagonizado por Marc Antolin como Seymour, Jemima Rooper como Audrey, Forbes Masson como Mushnik, Matt Willis como Orin, Seyi Omooba como Crystal, Christina Modestou como Ronnette, Renée Lamb como Chiffon y Vicky Vox como la voz de Audrey II. Esta puesta en escena incluyó como encore la canción «Mean Green Mother from Outer Space», compuesta para la adaptación cinematográfica de 1986.
El 17 de octubre de 2019, un nuevo revival se estrenó en el Westside Theatre del Off-Broadway, con Jonathan Groff como Seymour, Tammy Blanchard como Audrey, Tom Alan Robbins como Mushnik, Christian Borle como Orin, Salome Smith como Crystal, Ari Groover como Ronnette, Joy Woods como Chiffon y Kingsley Leggs como la voz de Audrey II. Sin embargo, a pesar de la excelente acogida por parte del público, el 11 de marzo de 2020 se vio obligado a echar el cierre debido a la pandemia de COVID-19. Tras año y medio de parón, el espectáculo reabrió sus puertas el 21 de septiembre de 2021 en el mismo Westside Theatre, donde continúa representándose en la actualidad.
La actriz mexicana Chantal Andere interpretó a Audrey en una producción que levantó el telón el 4 de noviembre de 2024 en el Teatro Hidalgo de Ciudad de México y que también contó con Óscar Acosta como Seymour, Sergio Jurado como Mushnik, Juan Fonsalido como Orin, Lorena de la Garza como Crystal, Crisanta Gómez como Chiffon, Scarlett Chico como Ronnette, Jair Campos como la voz de Audrey II y Lucero Mijares como estrella invitada en algunas funciones.

## Adaptación cinematográfica
En 1986, Little Shop of Horrors fue llevado a la gran pantalla bajo la dirección de Frank Oz y protagonizado por Rick Moranis como Seymour, Ellen Greene como Audrey, Vincent Gardenia como Mushnik, Steve Martin como Orin, Tichina Arnold como Crystal, Michelle Weeks como Ronnette, Tisha Campbell-Martin como Chiffon y Levi Stubbs como la voz de Audrey II.
Escrita por el propio Howard Ashman, la película introdujo numerosos cambios respecto a su predecesor teatral, destacando un final completamente nuevo. En un principio se rodó un desenlace similar al que había podido verse en los escenarios, pero la mala acogida durante las primeras proyecciones de prueba hizo que se optase por una versión más amable. En 2012 salió a la venta una edición en DVD y Blu-ray —The Director's Cut— que incluye el final tal y como fue concebido.
La canción «Mushnik and Son», así como la subtrama en la que Mushnik decide adoptar a Seymour, no están presentes en la adaptación cinematográfica, mientras que «Finale Ultimo (Don't Feed the Plants)» solo aparece en el montaje del director. Otros números musicales descartados fueron «Closed for Renovation», «Sudden Changes», «Now (It's Just the Gas)» y «Call Back in the Morning». El prólogo «Little Shop of Horrors» incorporó varias estrofas adicionales y «Ya Never Know» fue reescrito como «Some Fun Now». Además, se añadió un nuevo tema —«Mean Green Mother from Outer Space»— que fue nominado al Óscar a la mejor canción original.

## Personajes
| Personaje                   | Descripción |
| Seymour                     | Un joven tímido y con escasas habilidades sociales que trabaja en la floristería del Sr. Mushnik. Su vida da un giro cuando encuentra por casualidad una extraña planta que rápidamente se convierte en la atracción principal de la tienda. |
| Audrey                      | Compañera de trabajo de Seymour, una muchacha ingenua y carente de autoestima que está atrapada en una relación abusiva con su novio Orin.                                                                                                   |
| Mushnik                     | El propietario de la floristería donde trabajan Seymour y Audrey, un hombre malhumorado que intenta sacar provecho del interés que despierta la planta de Seymour.                                                                           |
| Orin                        | El novio de Audrey, un dentista con tendencias sádicas que disfruta torturando a sus pacientes. |
| Crystal, Ronnette y Chiffon | Trío de cantantes que cumplen la función de coro griego y a veces también participan en la acción. |
| Audrey II                   | Una misteriosa planta de origen extraterrestre con un peculiar apetito por la sangre humana. Su nombre es un homenaje a Audrey, de quien Seymour está enamorado en secreto.                                                                  |

## Números musicales
| Acto I - «Prologue (Little Shop of Horrors)» - «Skid Row (Downtown)» - «Da-Doo» - «Grow for Me» - «Ya Never Know» - «Somewhere That's Green» - «Closed for Renovation» - «Dentist!» - «Mushnik and Son» - «Sudden Changes» - «Feed Me (Git It)» - «Now (It's Just the Gas)» - «Coda (Act I Finale)» | Acto II - «Entr'acte» - «Call Back in the Morning» - «Suddenly, Seymour» - «Suppertime» - «The Meek Shall Inherit» - «Sominex»/«Suppertime II» - «Somewhere That's Green (Reprise)» - «Finale Ultimo (Don't Feed the Plants)» |

## Repartos originales

### Nueva York
| Personaje | Off-Broadway (1982)   | Broadway (2003)     | Off-Broadway (2019) |
| Seymour   | Lee Wilkof            | Hunter Foster       | Jonathan Groff      |
| Audrey    | Ellen Greene          | Kerry Butler        | Tammy Blanchard     |
| Mushnik   | Hy Anzell             | Rob Bartlett        | Tom Alan Robbins    |
| Orin      | Franc Luz             | Douglas Sills       | Christian Borle     |
| Crystal   | Jennifer Leigh Warren | Trisha Jeffrey      | Salome Smith        |
| Ronnette  | Sheila Kay Davis      | Carla J. Hargrove   | Ari Groover         |
| Chiffon   | Marlene Danielle      | DeQuina Moore       | Joy Woods           |
| Audrey II | Ron Taylor            | Michael-Leon Wooley | Kingsley Leggs      |

### Londres
| Personaje | West End (1983) | West End (2007)   | Regent's Park Open Air Theatre (2018) |
| Seymour   | Barry James     | Paul Keating      | Marc Antolin                          |
| Audrey    | Ellen Greene    | Sheridan Smith    | Jemima Rooper                         |
| Mushnik   | Harry Towb      | Barry James       | Forbes Masson                         |
| Orin      | Terence Hillyer | Alistair McGowan  | Matt Willis                           |
| Crystal   | Dawn Hope       | Melitsa Nicola    | Seyi Omooba                           |
| Ronnette  | Shezwae Powell  | Jenny Fitzpatrick | Christina Modestou                    |
| Chiffon   | Nicola Blackman | Katie Kerr        | Renée Lamb                            |
| Audrey II | Gary Martin     | Mike McShane      | Vicky Vox                             |

### España
| Personaje | Barcelona (1987)   | Madrid (2000)      | Barcelona (2019) |
| Seymour   | Pep Anton Muñoz    | Àngel Llàcer       | Marc Pociello *  |
| Audrey    | Àngels Gonyalons   | Aurora Frías       | Diana Roig       |
| Mushnik   | Lola Lizaran       | Miguel Ángel Mateu | Ferran Rañé      |
| Orin      | Francesc Orella    | Joan Carreras      | José Corbacho    |
| Crystal   | Carme Cuesta       | María Blanco       | Kathy Sey        |
| Ronnette  | Maria Josep Peris  | Lu Carlevaro       | Edna Sey         |
| Chiffon   | Malú Gorostiaga    | Yolanda Garzón     | Yolanda Sey      |
| Audrey II | Constantino Romero | Carlos Lázaro      | Manu Guix        |

* En un principio se anunció que Xavi Duch interpretaría a Seymour en la producción española de 2019, pero finalmente fue Marc Pociello quien estrenó el personaje.

## Grabaciones
Existen multitud de álbumes interpretados en sus respectivos idiomas por los elencos de las diferentes producciones que se han estrenado a lo largo de todo el mundo, además de la banda sonora de la versión cinematográfica y numerosas grabaciones de estudio.

## Premios y nominaciones

### Producción original del Off-Broadway
| Año  | Premio                               | Categoría                            | Nominado                       | Resultado |
| ---- | ------------------------------------ | ------------------------------------ | ------------------------------ | --------- |
| 1983 | Drama Desk Award                     | Mejor musical                        | Mejor musical                  | Ganador   |
| 1983 | Drama Desk Award                     | Mejor actriz en un musical           | Ellen Greene                   | Nominada  |
| 1983 | Drama Desk Award                     | Mejor actor de reparto en un musical | Franc Luz                      | Nominado  |
| 1983 | Drama Desk Award                     | Mejor dirección en un musical        | Howard Ashman                  | Nominado  |
| 1983 | Drama Desk Award                     | Mejores música                       | Alan Menken                    | Nominado  |
| 1983 | Drama Desk Award                     | Mejores letras                       | Howard Ashman                  | Ganador   |
| 1983 | Outer Critics Circle Award           | Mejor musical del Off-Broadway       | Mejor musical del Off-Broadway | Ganador   |
| 1983 | Outer Critics Circle Award           | Mejor música                         | Alan Menken, Howard Ashman     | Ganadores |
| 1983 | New York Drama Critics' Circle Award | Mejor musical                        | Mejor musical                  | Ganador   |
| 1984 | Grammy Award                         | Mejor álbum de teatro musical        | Mejor álbum de teatro musical  | Nominado  |

### Producción del West End de 1983
| Año  | Premio        | Categoría                  | Nominado      | Resultado |
| ---- | ------------- | -------------------------- | ------------- | --------- |
| 1983 | Olivier Award | Mejor musical              | Mejor musical | Nominado  |
| 1983 | Olivier Award | Mejor actriz en un musical | Ellen Greene  | Nominada  |

### Producción de Broadway de 2003
| Año  | Premio                     | Categoría                           | Nominado                    | Resultado |
| ---- | -------------------------- | ----------------------------------- | --------------------------- | --------- |
| 2004 | Drama Desk Award           | Mejor actor en un musical           | Hunter Foster               | Nominado  |
| 2004 | Outer Critics Circle Award | Mejor revival de un musical         | Mejor revival de un musical | Nominado  |
| 2004 | Outer Critics Circle Award | Mejor actor en un musical           | Hunter Foster               | Nominado  |
| 2004 | Outer Critics Circle Award | Mejor actriz en un musical          | Kerry Butler                | Nominada  |
| 2004 | Tony Award                 | Mejor actor principal en un musical | Hunter Foster               | Nominado  |

### Producción del West End de 2007
| Año  | Premio        | Categoría                                 | Nominado                    | Resultado |
| ---- | ------------- | ----------------------------------------- | --------------------------- | --------- |
| 2008 | Olivier Award | Mejor revival de un musical               | Mejor revival de un musical | Nominado  |
| 2008 | Olivier Award | Mejor actriz en un musical                | Sheridan Smith              | Nominada  |
| 2008 | Olivier Award | Mejor intérprete de reparto en un musical | Alistair McGowan            | Nominada  |

### Producción del Regent's Park Open Air Theatre de 2018
| Año  | Premio        | Categoría                 | Nominado     | Resultado |
| ---- | ------------- | ------------------------- | ------------ | --------- |
| 2019 | Olivier Award | Mejor actor en un musical | Marc Antolin | Nominado  |

### Producción de Barcelona de 2019
| Año  | Premio                    | Categoría                   | Nominado                   | Resultado |
| ---- | ------------------------- | --------------------------- | -------------------------- | --------- |
| 2020 | Premio del Teatro Musical | Mejor musical               | Mejor musical              | Nominado  |
| 2020 | Premio del Teatro Musical | Mejor dirección de escena   | Àngel Llàcer               | Nominado  |
| 2020 | Premio del Teatro Musical | Mejor dirección musical     | Manu Guix                  | Nominado  |
| 2020 | Premio del Teatro Musical | Mejor escenografía          | Enric Planas, Carles Piera | Nominados |
| 2020 | Premio del Teatro Musical | Mejor diseño de iluminación | Albert Faura               | Nominado  |
| 2020 | Premio del Teatro Musical | Mejor diseño de sonido      | Roc Mateu                  | Ganador   |
| 2020 | Premio del Teatro Musical | Mejor actriz protagonista   | Diana Roig                 | Nominada  |
| 2020 | Premio del Teatro Musical | Mejor actriz de reparto     | Sylvia Parejo              | Nominada  |

### Producción del Off-Broadway de 2019
| Año  | Premio                     | Categoría                                  | Nominado                      | Resultado |
| ---- | -------------------------- | ------------------------------------------ | ----------------------------- | --------- |
| 2020 | Lucille Lortel Award       | Mejor revival                              | Mejor revival                 | Nominado  |
| 2020 | Lucille Lortel Award       | Mejor actor principal en un musical        | Jonathan Groff                | Nominado  |
| 2020 | Lucille Lortel Award       | Mejor actor de reparto en un musical       | Christian Borle               | Ganador   |
| 2020 | Lucille Lortel Award       | Mejor actriz de reparto en un musical      | Ari Groover                   | Nominada  |
| 2020 | Drama Desk Award           | Mejor revival de un musical                | Mejor revival de un musical   | Ganador   |
| 2020 | Drama Desk Award           | Mejor actriz en un musical                 | Tammy Blanchard               | Nominada  |
| 2020 | Drama Desk Award           | Mejor actor de reparto en un musical       | Christian Borle               | Ganador   |
| 2020 | Drama Desk Award           | Mejor diseño de escenografía en un musical | Julian Crouch                 | Nominado  |
| 2020 | Drama League Award         | Mejor revival de un musical                | Mejor revival de un musical   | Ganador   |
| 2020 | Drama League Award         | Mejor intérprete                           | Christian Borle               | Nominado  |
| 2020 | Drama League Award         | Mejor intérprete                           | Jonathan Groff                | Nominado  |
| 2020 | Outer Critics Circle Award | Mejor revival de un musical                | Mejor revival de un musical   | Ganador   |
| 2020 | Outer Critics Circle Award | Mejor dirección en un musical              | Michael Mayer                 | Ganador   |
| 2020 | Outer Critics Circle Award | Mejor actor en un musical                  | Jonathan Groff                | Ganador   |
| 2020 | Outer Critics Circle Award | Mejor actor de reparto en un musical       | Christian Borle               | Ganador   |
| 2020 | Grammy Award               | Mejor álbum de teatro musical              | Mejor álbum de teatro musical | Nominado  |